# George Psalmanazar
George Psalmanazar (1679 circa – 3 maggio 1763) è il nome (probabilmente pseudonimo) con il quale si autoidentificò un uomo, di probabile nazionalità francese, che dichiarò di essere il primo nativo dell'isola di Formosa (odierna Taiwan) a visitare l'Europa. 
Le sue false testimonianze su quelle che sarebbero dovute essere le tradizioni e i costumi dell'isola suscitarono forte scalpore sull'opinione pubblica dell'epoca. Scrisse diversi saggi sull'argomento, tanto da divenire amico di Samuel Johnson e di altre figure letterarie del XVIII secolo.

## Biografia

### Primi anni di vita
Il suo vero nome, così come le sue reali origini, sono oggetto di dibattito e, per la maggior parte, completamente avvolte nel mistero. Si suppone, tuttavia, che sia nato in Francia, probabilmente in Linguadoca, da genitori cattolici. Nella sua ultima autobiografia, pubblicata postuma, egli confessa di aver ricevuto un'educazione francescana e di aver frequentato una non ben precisata "accademia gesuita", dove venne lodato dai sui insegnanti per essere "un prodigio delle lingue". Psalmanazar stesso affermò di aver appreso la lingua latina all'età di soli otto anni.
Dichiarò di aver mollato gli studi in età adolescenziale di sua spontanea volontà dopo aver incontrato dei filosofi sofisti.

### Primi spostamenti in Europa
Inizialmente, per viaggiare in Francia con maggiore libertà economica, si finse un pellegrino irlandese diretto verso Roma. Apprese rapidamente la lingua inglese e falsificò un passaporto. Nonostante fosse anche riuscito a derubare da una chiesa degli abiti tipici dell'isola, il suo travestimento non ebbe gli effetti desiderati e molte persone riuscirono, con facilità, a capire le sue reali origini. Fu così che decise di adottare una falsa identità più esotica. Dopo essersi finto un nativo giapponese da poco convertitosi al crisitanesimo, notò un maggior interesse da parte delle persone che incontrava e, lasciandosi trasportare da questa sua nuova identità, si finse addirittura pagano, raccontando di false tradizioni giapponesi che includevano il consumo di carne cruda con cardamomo e di dormire solo se seduti su una sedia. 
Apparentemente non riuscì mai a raggiungere Roma e iniziò a vagabondare per la Germania, all'epoca parte del Sacro Romano Impero, tra il 1700 e il 1702. Non molto chiaro, invece, è un periodo che trascorse in Olanda come soldato e mercenario. Con il passare del tempo, decise di rendere il suo "personaggio" ancora più singolare, cambiando nuovamente le sue origini e passando dal Giappone all'isola di Formosa (oggi Taiwan), le cui tradizioni erano praticamente sconosciute tra i più, arrivando a raccontare di riti pagani propiziatori, della venerazione del sole e della luna e, addirittura, arrivò ad inventare una lingua artificiale a supporto delle sue dichiarazioni. 
Nel 1702, Psalmanazar incontrò il presbitero scozzese Alexander Innes. Egli, probabilmente credendo ai racconti di Psalmanazar, convertì quest'ultimo al cristianesimo battezzandolo con il nome di Psalmanazar, in onore del re assiro Shalmaneser V, nominato nella Bibbia.

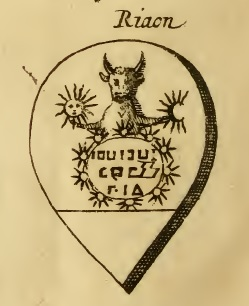
Uno dei sigilli inventati da Psalmanazar presente in uno dei suoi saggi.

### Periodo in Inghilterra
I racconti di Psalmanazar divennero talmente famosi da raggiungere l'Inghilterra. Essi non scossero solo l'interesse dei letterati, che li utilizzarono come base per racconti di avventura e di isole lontane, ma scaturirono anche una forte agitazione in ambito politico e religioso. Movimenti contro la chiesa cattolica e contro i gesuiti iniziarono a giustificare il proprio sentimento di odio nei confronti delle relative istituzioni proprio mediante Psalmanazar che, nel mentre, raccontò anche di essere stato rapito proprio dai gesuiti nel tentativo di effettuare una conversione forzata. Dopo essersi convertito nuovamente alla chiesa anglicana, divenne amico del vescovo Henry Compton. 
Nel 1704, Psalmanazar pubblica il suo primo libro: "An Historical and Geographical Description of Formosa, an Island subject to the Emperor of Japan" (in Italiano: "Una descrizione storica e geografica di Formosa, un'isola sotto la guida l'impero giapponese"). L'opera contiene una descrizione dettaglia delle tradizioni di Formosa, ovviamente interamente frutto della fantasia dell'uomo, influenzate principalmente dalle culture Azteche e Inca, nonché da diverse tradizioni giapponesi realmente esistenti. Gli storici non escludono che l'autore si sia ispirato anche al romanzo Utopia di Tommaso Moro.
Secondo il resoconto di Psalmanazar, Formosa fu per lungo tempo una terra prospera, la cui capitale era chiamata Xternetsa. Gli uomini erano soliti camminare nudi, salvo per gioielli d'oro e argento per coprire i genitali, il piatto tipico dell'isola prevedeva serpenti vivi e, in tutta l'isola, vigeva la poligamia e, in caso di tradimento, il marito aveva il diritto di divorare sua moglie. Affermava, inoltre, che ogni anno venissero sacrificati quasi ventimila giovani vittime strappandogli il cuore dal petto, mentre i sacerdoti divoravano i loro corpi. 
Il libro di Psalmanazar divenne un successo e venne tradotto in tre lingue.

### La lingua artificiale

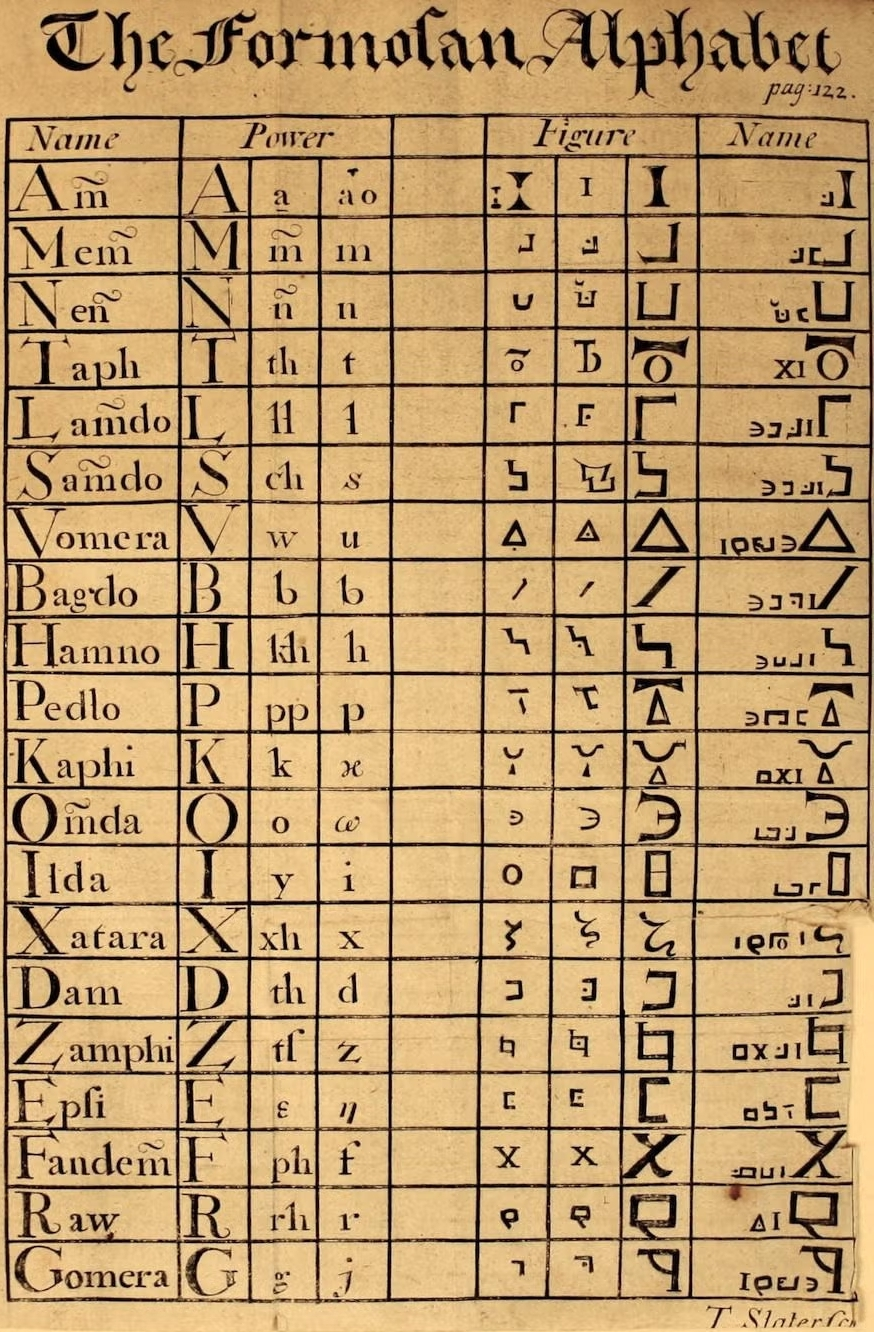
Il falso alfabeto di Formosa creato da Psalmanazar

Psalmanazar arrivò addirittura ad inventare una vera e propria lingua artificiale con lo scopo di farla passare come lingua autoctona di Formosa. Il tentativo fu così convincente da ingannare i grammatici tedeschi dell'epoca. La lingua era talmente ben realizzata che fu anche possibile tradurre completamente il Padre Nostro:
Amy Pornio dan chin Ornio vicy,
Gnayjorhe sai Lory, Eyfodere sai Bagalin,
jorhe sai domion apo chin Ornio, kay chin Badi eyen,
Amy khatsada nadakchion toye ant nadayi,
kay Radonaye ant amy Sochin, apo ant radonern amy Sochiakhin,
bagne ant kau chin malaboski,
ali abinaye ant tuen Broskacy, kens sai vie Bagalin, kay Fary,
kay Barhaniaan chinania sendabey.
Amien.
Oggi la lingua è entrata a far parte nel registro della Language Creation Society con codice qfo eart-x-formosan ed è classificata come lingua artistica.

### Gli ultimi anni di vita
Psalmanazar visse gli ultimi anni della sua vita in totale povertà, vivendo con solo trenta sterline al mese donate da un suo ammiratore. In questo periodo, stanco di mentire, scrive il libro: "Memoirs of ** **, Commonly Known by the Name of George Psalmanazar; a Reputed Native of Formosa", in esso sono contenute tutte le sue confessioni riguardo ai suoi racconti e, seppur in modo molto frammentario, le sue vere origini senza però rivelare il suo vero nome.